# Agabus valdiviensis
Agabus valdiviensis är en skalbaggsart som beskrevs av Max Gemminger och Edgar von Harold 1868. Agabus valdiviensis ingår i släktet Agabus och familjen dykare. Inga underarter finns listade i Catalogue of Life.